# الألعاب الأولمبية الصيفية 2008
الألعاب الأولمبية الصيفية 2008 (بالصينية: 2008年夏季奥林匹克运动会) والمعروفة رسميا بالألعاب الأولمبية التاسعة والعشرين، أقيمت في مدينة بكين في الصين في الفترة من 8 أغسطس 2008 وحتى 24 أغسطس 2008 باستثناء منافسات كرة القدم التي بدأت في 06 أغسطس. الافتتاح كان في يوم 8 أغسطس 2008 في الساعة 08:08:08 حسب التوقيت الصيني (12:08:08 حسب توقيت غرينيتش). وقد بلغ عدد المشاركين 10,500 رياضي تنافسوا في 302 مسابقة من خلال 28 لعبة رياضية.

## الاختيار
اختيار بكين تم من بعد الاقتراع في اللجنة الأولمبية الدولية في 13 يوليو 2001، وقد كانت المدن التي تتنافس على الاختيار هي تورونتو من كندا وباريس من فرنسا وإسطنبول من تركيا وأوساكا من اليابان، وفي الجولة الأولى من التصويت، حصلت بكين على 44 صوت وتورونتو على 20 صوت وإسطنبول على 17 صوت وباريس على 15 وأوساكا على 6 أصوات وخرجت من التصويت، وفي الجولة الثانية من التصويت، حصلت بكين على 56 صوت وبينما حصلت تورونتو على 22 صوت وحصلت باريس على 18 صوت وحصلت إسطنبول على 9 أصوات، ليتم اختيار بكين لتنظيم الألعاب الأولمبية.

## الاستعدادات

### الملاعب

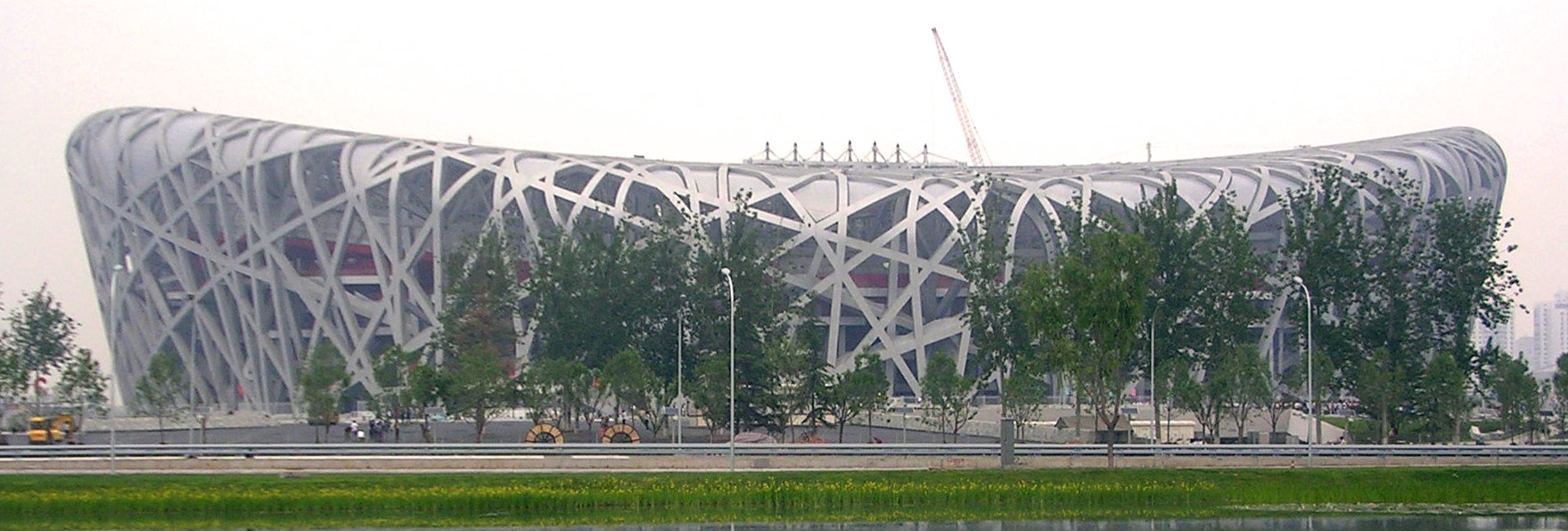
ستاد عش الطائر في بكين

الملاعب الرئيسية التي ستقام عليها الألعاب الأولمبية في ستاد بكين الوطني وملعب بكين الداخلي الوطني ومسبح بكين الأولمبي والحديقة الأولمبية وملعب ووكيسونغ الداخلي.

### ستاد بكين الوطني
هو الملعب الرئيسي في الألعاب الأولمبية في عام 2008، ويمسى الملعب بعش الطائر، لأن شكله يشبه عش الطائر، بدأت أعمال إنشاء الملعب في 24 ديسمبر 2003، وقد كان ملعب غوانغدونغ الأولمبي هو الذي ستقام عليه الألعاب الأولمبية، ولكن في عام 2001 تم إقرار بأن يتم إنشاء ملعب جديد للألعاب الأولمبية، وسيتسع الملعب ل80,000 متفرج، سيكون الملعب هو المسرح الذي سيقام به حفل الافتتاح وحفل الختام، وستقام به مسابقات ألعاب القوى وكرة القدم.

## التسويق

### الشعار
سيكون شعار الألعاب الأولمبية الصيفية رقص بكين، وقد تم الإعلان عن الشعار في حفل حضره 2,008 زائر، وقال رئيس اللجنة الأولمبية الدولية جاك روغ عن الشعار: شعاركم الجديد يحمل الكثير من جمال وقوة الصين التي تتجسد في موروثكم وشعبكم.
يظهر شعار «رقص بكين» ختم «جنغ» (بالإنجليزية: Jing) (اسم المدينة المستضيفة) منقوشا على شكل راقص.

## البث التلفزيوني

### الشعلة الأولمبية
انظر: مسار الشعلة الأولمبية الصيفية 2008

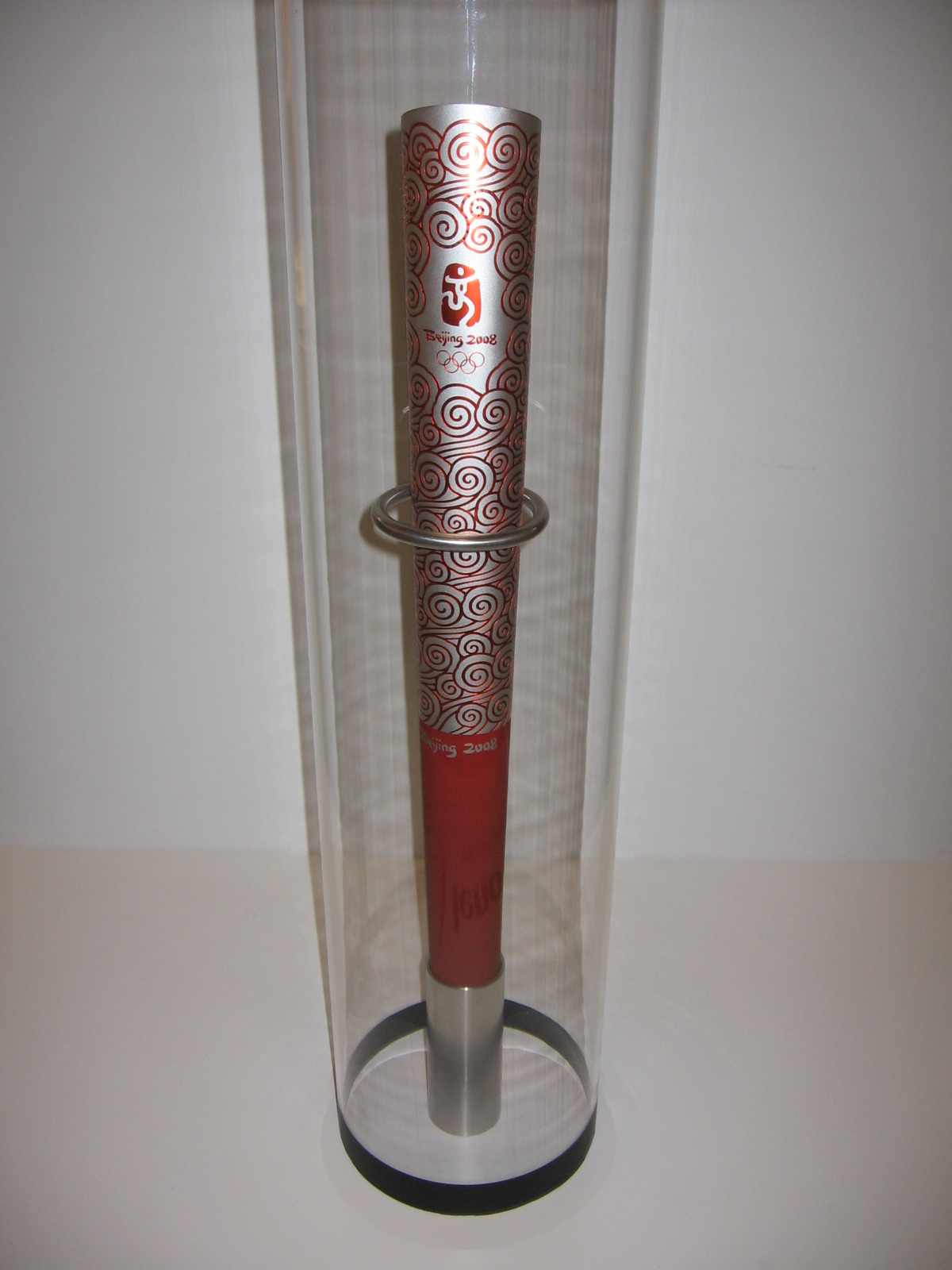
الشعلة الأولمبية المخصصة لإولمبياد بكين 2008

تم إيقاد الشعلة الأولمبية في منطقة أولمبيا في أثينا في اليونان في يوم الأثنين 24 مارس 2008، واستغرقت مسيرة الشعلة الأولمبية في العالم خمسة أشهر، وانتهت في يوم 8 أغسطس 2008 يوم افتتاح الألعاب الأولمبية، وأول من حمل الشعلة الأولمبية اليوناني ألكسندروس نيكولايديس الحاصل على الميدالية الفضية في التايكواندو في الألعاب الأولمبية الصيفية 2004 في أثينا ، وقد تخلل مهرجان إيقاد الشعلة الأولمبية بعض مظاهر الاحتجاج على الأحداث التي تحصل في التبت ، في يوم 31 مارس 2008 وصلت الشعلة الأولمبية إلى بكين، وقد حملها الرئيس الصيني هو جينتاو وسلمها إلى العداء الصيني ليو جيانغ بطل سباقات 110 متر حواجز ، وقد طالب العديد من الناس بمقاطعة الألعاب الأولمبية مثلما حدث في الألعاب الأولمبية الصيفية 1980 في موسكو والألعاب الأولمبية الصيفية 1984 في لوس أنجلوس ، وقالت كوندليزا رايس وزيرة الخارجية الأميركية بأن مقاطعة الألعاب الأولمبية الصيفية 1980 كانت عقيمة ، وقال وزير الخارجية الألماني فرانك فالتر بأن ألمانيا لن تقاطع الألعاب الأولمبية.
كانت الشعلة الأولمبية في أسطنبول في تركيا، وفي يوم 4 ابريل 2008 وصلت إلى مدينة سان بطرسبرغ الروسية ، في يوم 4 ابريل 2008 وصلت الشعلة الأولمبية إلى عاصمة كازاخستان ألما أتا ، في يوم 7 ابريل 2008 وصلت الشعلة الأولمبية بعدها إلى لندن عاصمة إنجلترا وسط احتجاجات كبيرة حيث قامت الشرطة باعتقال 30 شخص إثر مرور الشعلة الأولمبية ، في يوم 7 ابريل 2008 وقد اطفئت الشعلة الأولمبية أثناء وجودها في باريس لفترة بسيطة لأسباب فنية ثم أشعلت مرة أخرى ، في يوم 8 ابريل 2008 وصلت الشعلة الأولمبية إلى مدينة سان فرانسيسكو في الولايات المتحدة الأمريكية قبل يوم من الموعد المحدد، وستكون سان فرانسيسكو هي المدينة الوحيدة في الولايات المتحدة الأمريكية التي تزورها الشعلة الأولمبية ، في يوم 9 ابريل 2008 تجمع محتجون في مدينة سان فرانسيسكو لإظهار سخطهم على ما يحدث في التبت ، وقد تم تغيير مسار الشعلة الأولمبية مما أثار غضب الجمهور المؤيد والمعارض للصين  وفي يوم 10 ابريل 2008 وصلت الشعلة الأولمبية إلى مدينة بوينس آيرس عاصمة الأرجنتين وسط حراسة مشددة ، وقد مرت الشعلة بسلام في جميع المرافق ، وفي يوم 13 ابريل 2008 وصلت الشعلة الأولمبية إلى دار السلام عاصمة تنزانيا  وقد طافت الشعلة في مدينة دار السلام  وصلت الشعلة الأولمبية إلى مسقط عاصمة سلطنة عمان في يوم 14 ابريل 2008 ، وقد شهدت مسقط احتفالات كبيرة أثناء مرور الشعلة الأولمبية ، في يوم 15 ابريل 2008 قالت باكستان أن مرور الشعلة الأولمبية سيكون بدون مشاركة الجماهير لأسباب أمنية ، وفي يوم 16 ابريل 2008 وصلت الشعلة الأولمبية إلى باكستان  في يوم 16 ابريل 2008 تم البدء في جولة الشعلة الأولمبية في إسلام أباد ، في يوم 16 ابريل 2008 قالت الهند بأن سبعين شخصا سيحملون الشعلة الأولمبية عند وصولها إلى نيودلهي.
في يوم 17 ابريل 2008 قالت ماليزيا بأنها مستعدة لاستقبال الشعلة الأولمبية في العاصمة كوالالمبور ، وفي يوم 19 ابريل 2008 وصلت الشعلة الأولمبية إلى بانكوك عاصمة تايلند، وقد دارت في معالم المدينة ، في يوم 23 ابريل 2008 وصلت الشعلة الأولمبية إلى مدينة كانبيرا عاصمة أستراليا ، وفي يوم 24 ابريل 2008 غادرت الشعلة الأولمبية كانبيرا إلى ناجانو في اليابان ، في يوم 27 ابريل 2008 وصلت الشعلة الأولمبية إلى سيول عاصمة كوريا الجنوبية ، وفي يوم 27 ابريل 2008 وصلت الشعلة الأولمبية إلى بيونغ يانغ عاصمة كوريا الشمالية ، وفي يوم 1 مايو 2008 سارت الشعلة الأولمبية في جبل تشومولانغما في الصين ، وفي يوم 2 مايو 2008 وصلت الشعلة الأولمبية إلى هونغ كونغ ، وفي يوم 4 مايو 2008 وصلت الشعلة الأولمبية إلى مكاو ، وفي يوم 8 مايو 2008 وصلت الشعلة الأولمبية إلى قمة جبل إيفرست ، وفي يوم 13 مايو 2008 وصلت الشعلة الأولمبية إلى جينغ جانغ شان، وقد بدأت مسيرة الشعلة الأولمبية بدقيقة صمت على أرواح ضحايا زلزال سيشوان 2008 ، وسيتم تتابع الشعلة الأولمبية في مدينة نانتشانغ في يوم 16 مايو ، وفي يوم 18 مايو 2008 تم إعلان إيقاف مسار الشعلة الأولمبية وذلك بسبب الحداد لضحايا زلزال سيشوان 2008 ، وفي يوم 25 مايو 2008 بدأت الشعلة مسيرتها في مدينة نانتونغ 

### التعويذة
الفووا تعني في اللغة الصينية اللعبة الجالبة للحظ، وقد تم اختيارها كشعار للألعاب الأولمبية من قبل المجتمع الوطني لدراسات الأدب الصيني الكلاسيكي في 11 نوفمبر 2005 في الحفل الذي تمت إقامته بمناسبة بقاء 1000 يوم لبدء الأولمبياد.
تجمع فووا بين خمسة شخصيات، السمكة والباندا الضخم والنار والظبي التبتي وسنونو، وهم يرمزون إلى عناصر الفلسفة الصينية الخمسة، الماء والمعدن والنار والخشب والأرض، ولكل واحدة من التعويذات لون من ألوان الدوائر الأولمبية التي ترمز إلى القارات الخمس، وقد سميت التعويذات بخمسة أسماء هي بيبي وجينغجينغ وهوانهوان وينغينغ ونيني، وإذا جمعت أول مقطع من كل كلمة من الكلمات الخمسة، ستظهر عبارة بيجينغ هوانغينغ ني، التي تعني بكين ترحب بكم.

### التذاكر

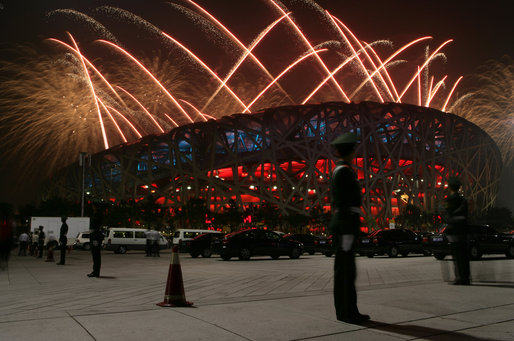
الألعاب النارية كجانب من حفل الافتتاح

بدأت لجنة تنظيم الألعاب الأولمبية في بكين بالدعاية إلى التذاكر في أغسطس 2006، وقالوا بأنهم سيبيعوا سبعة ملايين تذكرة في العديد من الألعاب الرياضية والاحتفالات العامة، وقال رئيس اللجنة بأن جميع سكان الصين سيقدرون على حضور الألعاب، ولذلك تم وضع أسعار رخيصة للتذاكر لكي يشارك الناس في حضور الألعاب.
من 14 ابريل 2007 بدأ عملية بيع التذاكر في السوق المحلية (التي ستسحوذ على 75% من التذاكر) وفي كل لجنة أولمبية محلية لجميع الدول.

## الألعاب
تشبه الرياضات في الألعاب الأولمبية في عام 2008 الرياضات التي شاركت في الألعاب الأولمبية الصيفية 2004 في أثينا، وستكون هناك 28 رياضة، وسيقام 302 حدث رياضي (165 للرجال و127 للنساء و10 مشتركة بينهم)، هذا العدد أكبر من الأولمبياد السابقة بحدث واحد.
دونك لائحة بما عرفته دورة 2008 من أطوار رياضية —سباق الدراجات والتنيس— وعدد أحداث كل طور (بين قوسين):
| - النبالة (15) - كرة القدم (2) - كرة السلة (2) - كرة اليد (2) | - ألعاب القوى (47) - الجمباز (18) - الرماية (47) - التايكوندو (8) |

## الميداليات
الجدول التالي هو لترتيب الفرق حسب عدد الميداليات التي تم الحصول عليها ووفقاً للبيانات التي زودها اللجنة الأولمبية الدولية. الدولة المضيفة والتي هي الصين.
| الترتيب | منتخب                  | ذهبية | فضية | برونزية | المجموع |
| ------- | ---------------------- | ----- | ---- | ------- | ------- |
| 1       | الصين (CHN)            | 51    | 21   | 28      | 100     |
| 2       | الولايات المتحدة (USA) | 36    | 38   | 36      | 110     |
| 3       | روسيا (RUS)            | 23    | 21   | 28      | 72      |
| 4       | بريطانيا العظمى (GBR)  | 19    | 13   | 15      | 47      |
| 5       | ألمانيا (GER)          | 16    | 10   | 15      | 41      |
| 6       | أستراليا (AUS)         | 14    | 15   | 17      | 46      |
| 7       | كوريا الجنوبية (KOR)   | 13    | 10   | 8       | 31      |
| 8       | اليابان (JPN)          | 9     | 6    | 10      | 25      |
| 9       | إيطاليا (ITA)          | 8     | 10   | 10      | 28      |
| 10      | فرنسا (FRA)            | 7     | 16   | 17      | 40      |
| المجموع | المجموع                | 302   | 303  | 353     | 958     |

## موقع البطولة
للحصول على جميع المعلومات والنتائج في البطولة زر الموقع الرسمي